# Silvana De Mari
Pour les articles homonymes, voir Mari.
Œuvres principales
- Le Dernier Elfe
- Le Dernier Orc

Silvana De Mari, née le 28 mai 1953 à Santa Maria Capua Vetere, en Campanie, est une femme médecin et écrivain italienne, auteur de romans d'heroic fantasy dont Le Dernier Elfe (L'ultimo elfo) paru en 2004 et Le Dernier Orc (L'ultimo orco) publié l'année suivante. En Italie, elle est surtout connue pour ses prises de position soutenant diverses théories complotistes et contraires aux principes scientifiques établis. Elle défend notamment des positions homophobes, sexistes, controverses sur la vaccination, islamophobes 
et ouvertement transphobes.

## Biographie
Elle a travaillé comme chirurgienne en Italie et comme volontaire pour une court période en Éthiopie avant de ouvrir un cabinet privé de psychothérapie à Turin. Elle est connue dans le monde entier comme l’autrice de The Last Dragon, un roman fantastique primé et publié en 2004 en anglais et dans 18 autres langues. Le livre a remporté les prix italiens Premio Bancarellino et Premio Andersen. En France, il a remporté le Prix Imaginales en 2005.
L'ultimo Elfo ( Le dernier elfe, également publié sous le titre Le dernier dragon ) est son troisième livre pour enfants et le premier à être traduit en anglais. Il a également été traduit en français, allemand, espagnol, portugais et dans plusieurs autres langues pour un total de 23 pays  (Brésil, Bulgarie, Chine, Finlande, France, Allemagne, Hongrie, Japon, Lettonie, Lituanie, Macédoine, Pays-Bas, Panama, Pologne, Portugal, Roumanie, Russie, Espagne, Thaïlande, Taïwan, Ukraine, Royaume-Uni, États-Unis).
Le livre suivant L'Ultimo Orco a été récompensé par le prix IBBY International Boud Books Young People 2006   le Prix Sorcières, Les prix en littérature jeunesse en 2009 en France. Il a été publié en France, en Allemagne, en Hongrie, au Japon, en Lituanie, en Macédoine, au Panama, en Roumanie, en Thaïlande, au Royaume-Uni et aux États-Unis.

## Œuvres

### SérieLe Dernier Elfe
- Préquelle : (it) Io mi chiamo Yorsh, 2011

1. Le Dernier Elfe, Albin Michel jeunesse, coll. « Wiz », 2005 ((it) L'ultimo elfo, 2004)  (ISBN 978-2226149558)
2. Le Dernier Orc, Albin Michel jeunesse, coll. « Wiz », 2008 ((it) L'ultimo orco, 2005)  (ISBN 978-2226177872)
3. (it) Gli ultimi incantesimi, 2008
4. (it) L'Ultima profezia del mondo degli uomini, 2010
5. (it) L'ultima Profezia del mondo degli uomini - l'epilogo, 2012

### SérieHania
1. (it) Il regno delle tigri bianche, 2015
2. (it) Il cavaliere di luce, 2015
3. (it) La strega muta, 2016

### Romans indépendants
- (it) L’ultima stella a destra della luna, 2000
- (it) La bestia e la Bella, 2003
- (it) Il drago come realtá, 2007
- Le Chat aux yeux d'or, Bayard Jeunesse, 2013 ((it) Il gatto dagli occhi d'oro, 2009)  (ISBN 978-2-7470-3697-9)
- (it) Il cavaliere, la strega, la morte e il diavolo, 2009
- (it) Il gatto dagli occhi d'oro, 2009
- (it) La realtà dell'orco, 2012
- (it) Giuseppe figlio di Giacobbe, 2014
- (it) Il gatto dagli occhi d'oro, 2015

## Prix et récompenses
Silvana De Mari a obtenu en 2004 le premio Andersen du roman de jeunesse, en 2005, 48e premio Bancarellino et en 2006, le prix Imaginales du meilleur roman jeunesse, lors du festival du même nom, qui se déroule chaque année à Épinal, dans les Vosges (France), pour  son livre Le Dernier Elfe.
- prix ALA American Library Assotiatione 2006 pour Le Dernier Elfe
- prix IbbY (International Baund Book for Young people) 2006 pour Le Dernier Orc
- prix Sorcières 2009 du meilleur roman pour adolescent pour Le Dernier Orc

## Controverses
Elle exprimé des positions critiques envers l'homosexualité.
Sur son blog a déclaré « toi aussi tu peux devenir homophobe si tu sais comment le faire ». Dans son blog, elle soutient que l'homophobie (un crime dans la plupart des États civilisé) est un droit humain . Comme médecin elle croit dans l'existence de 
maladies atroces qui viennent à ceux qui souffrent de la pénétration anale (appelées dans l'ensemble Guy bowel sindrome ) en référence probable au terme controversé Gay bowel syndrome (en).
En tant que psychothérapeute, en contraste avec APA, elle soutient que l'homosexualité n'existe pas  [...] Il n'y a qu'une sexualité et les perdants biologiquement qui la rejettent. Elle a déclaré aussi que « L'APA, American Psychiatric Association gouverne le monde en utilisant un manuel de diagnostic statistique sans laquelle vous ne pouvez pas faire un diagnostic ou une expertise officielle. Le DSM (Diagnostic Manuel statistique) coûte énormément d'argent et a la même valeur éthique et scientifique qui ont eu les différentes affiches sur la race ».
Pour ces affirmations, l'Ordre des médecins italien a ouvert une procédure disciplinaire. Le Président de cet ordre a défini ces affirmations « hors du périmètre des connaissances scientifiques ». En juin 2023, elle a été radiée de l'Ordre des Médecins de Turin.

## Condamnations pour diffamation de personnes LGBT
Silvana De Mari a été condamnée pour deux affaires de diffamation devant le tribunal de district italien de Turin,.
Dans le premier cas, les accusations étaient fondées sur des affirmations d'un groupe LGBT de Turin, du Comité des droits de l'homme du Piémont et de la Ville de Turin, concernant des déclarations de Mme De Mari, où elle avait souligné que les relations sexuelles anales étaient récurrentes dans le satanisme , que les associations homosexuelles sont criminelles et a donné une définition des homosexuels comme "nouvelle race aryenne" et "idiots",. Silvana De Mari a été reconnue coupable de diffamation et condamnée à une amende de 1 500 euros ainsi qu’à verser une indemnité de 5 000 euros aux associations LGBT.
La deuxième affaire était motivée par une plainte de l'Association homosexuelle Mario Mieli, dont les membres ont été accusés par Silvana De Mari de promouvoir la pédophilie, la nécrophilie et la coprophagie. Cette deuxième affaire s'est également terminée par une condamnation pour diffamation. Silvana De Mari a versé une amende de 1 500 euros plus 5 000 euros à titre d'indemnisation à l'association lésée.